# Илимбав (Сибињ)
Илимбав (рум. Ilimbav) насеље је у Румунији у округу Сибињ у општини Марпод. Oпштина се налази на надморској висини од 458 m.

## Историја
Према државном шематизму православног клира Угарске 1846. године у месту "Иленбах" живело је 296 породица. Православни пароси су били поп Јован Поповић и поп Јован Токаје.

## Становништво
Према подацима из 2002. године у насељу је живело 228 становника.

### Попис2002.
| Расподела становништва по националности 2002.‍ | Расподела становништва по националности 2002.‍ | Расподела становништва по националности 2002.‍ | Расподела становништва по националности 2002.‍ | Расподела становништва по националности 2002.‍ |
| --------------------------------------------- | --------------------------------------------- | --------------------------------------------- | --------------------------------------------- | --------------------------------------------- |
|                                               |                                               |                                               |                                               |                                               |
| Румуни                                        | Румуни                                        |                                               | 195                                           | 86,7%                                         |
| Роми                                          | Роми                                          |                                               | 30                                            | 13,3%                                         |